# Jean Vallancier
Jean Vallancier [Vallencier] (ca. 1698 - 23 janvier 1771) est un musicien et compositeur natif d’Auvergne, actif à Périgueux, Rennes et Lyon. Il a édité plusieurs ouvrages de musique.
Il ne doit pas être confondu avec un graveur parisien homonyme, actif dans la première moitié du XVIIIe siècle.

## Biographie

### Périgueux
Vallancier est d’abord identifié comme maître de musique à la cathédrale de Périgueux.

### Rennes
Vers 1748, il se présente comme un ancien membre du Concert de Rennes au titre d’une de ses Odes de Rousseau.

### Lyon
De 1737 à 1764, il exerce à Lyon comme professeur de musique, cité par les Almanachs de Lyon. Il habitait en 1737 rue Pizay. Parallèlement, de 1739 à 1744 environ, il est cité comme choriste à l’Opéra de Lyon.
Autour de 1739, il est maître de musique de la musique de la Congrégation des Jeunes-Messieurs, une congrégation dépendant du Collège jésuite de la Trinité. Il est payé 100 lt pour avoir fait exécuter "une musique" à l'occasion d'une fête le 16 septembre 1739.
Les éditions de ses Odes de Jean-Baptiste Rousseau publiées à partir de 1748 donnent des informations sur ses postes antérieurs à son séjour lyonnais (voir plus haut) et précisent qu’il habite à cette époque rue de la Vieille-Monnaie, dans la maison des dames religieuses Ursulines (dont il est probablement le maître de musique). Il enseigne à chanter et à composer « suivant les découvertes de M. Rameau ».
Il travaille aussi pour l’Académie du Concert de Lyon, dont il est pensionnaire en 1757. C’est pour cette Académie qu’il compose les Festes d’Ainay en 1747, œuvre dramatique dont seul le livret est connu. 
Il meurt à Lyon à 73 ans.

## Œuvres

### Œuvres dramatiques

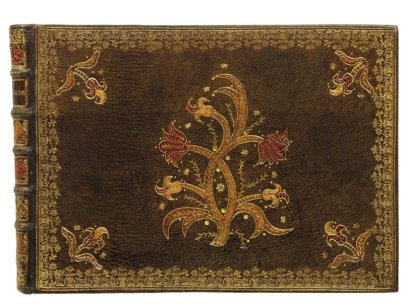
Reliure de la partition de Bacchus, de Jean Vallancier.

- Bacchus, triomphe de l'amour et de la gloire, opéra en un acte pour le théâtre et pour le concert... - Paris : Vanheck ; Lyon : chez l'auteur,  s. d. [ca. 1750 ?]. Partition gravée 4° oblong, 260 x 185 mm, [4]-101 p. mis. Le seul exemplaire connu est passé en vente en 1979 puis vers 2013, dans une reliure en maroquin décorée, avec une mosaïque florale sur les plats.

Dédicace au marquis de L'Hermuzières, issu d'une famille du Vivarais.
- Les Festes d’Ainay, chantées à l’Académie royale des Beaux-Arts de Lyon, en réjouissance des victoires remportées par sa majesté Louis XV. Lyon : [impr. Aimé Delaroche], l’auteur, 1747. 8°, [2]-9-[1] p. Livret seul. Paris BNF (Ars.) : GD 23244. Cambridge (MA) HUL : Houghton Library.

Dédicace à Mgr le duc de Villeroy, gouverneur du Lyonnais. Pour 7 solistes et chœur. Peut-être cette œuvre correspond-elle à la Fête lyonnaise donnée par l’Académie le 3 mars 1750.

### Œuvres spirituelles
- Mouvemens d’une âme qui s’éleve à la connoissance de Dieu par la contemplation de ses ouvrages : 2e ode sacrée de [Jean-Baptiste] Rousseau tirée du Pseaume 18 Coeli enarrant gloria Dei en un concert spirituel composé de plusieurs recits tant pour les voix de dessus que de haute contre et basse, avec differens accompagnemens, duo, trio, et grand chœur, orné d’une ouverture, d’une grande chaconne, et de plusieurs airs soit pour le violon, la flute traversiere, hautbois basson, violoncelle, et basse. Dédié à Mgr de La Rochefoucauld marquis de Rochebaron... - Paris : Vve Boivin, Le Clerc ; Lyon : De Bretonne, l’auteur [priv. 1748]. 2°, [4]-43-[1] p. de mus. gravée.

Devriès 1976 p. 264, RISM V 162. Paris BNF (Mus.) : VM1-1611.
- L’aveuglement des hommes du siècle, 3e ode sacrée de [Jean-Baptiste] Rousseau, tirée du Pseaume 48... Audite hæc omnes Gentes en un concert spirituel à grand chœur et simphonie dédié à Madame de Bernage Rossignol... - Paris : Vve Boivin, Le Clerc ; Lyon : Debretonne, l’auteur, [priv. 1748]. 2°, 4-[53]-3 p. de mus. gravée.

Devriès 1976 p. 264, RISM V 161. Paris BnF (Mus.) : VM1-1612.
- VIIe ode sacrée de [Jean-Baptiste] Rousseau contre les calomniateurs tirée du Pseaume 119 Ad Dominum cum tribularer, dédiée à Monsieur Bourgelat... - Paris : Vve Boivin, Le Clerc ; Lyon : De Bretonne, [priv. 1748], « gravé à Lyon par son ami Bailleul ». 4° oblong, [4]-27-[1] p. de mus. gravée.

Devriès 1976 p. 264, RISM V 163. Paris BNF (Mus.) : VM1-1613.

### Œuvres pédagogiques
- Méthode harmonique des élémens de musique : pour apprendre à solfier au naturel, sans transposer de clef, et à chanter avec gout et propreté selon les règles et définitions de tous les agréments de cet art. Ceux qui veulent apprendre à jouer des instruments, doivent commencer de même... - Paris : Vanheck ; Lyon : l’auteur, [ca. 1753, priv. de 1748], grav. N. Bailleul. 4° oblong, 83 p.

Bloomington (IN) Indiana University Library.